# Laura Asadauskaitė
Laura Asadauskaitė-Zadneprovskienė (Vilnius, 28. veljače 1984.) je litvanska športašica u modernom petoboju, olimpijska pobjednica 2012. u Londonu.
Natjecala se na Ljetnim olimpijskim igrama u Pekingu 2008. i u Londonu 2012. gdje je osvojila zlatnu olimpijsku medalju i postigla olimpijski rekord.
Laura Asadauskaitė također ima zlato, srebro i tri bronce sa Svjetskih prvenstava i 3 zlata, dva srebra i broncu s Europskih prvenstava u modernom petoboju.
Moderni petoboj je šport, koji se sastoji od natjecanja u 5 različitih športova: mačevanju, streljaštvu, jahanju, plivanju i trčanju. Zbrajaju se rezultati iz svih športova te se tako dobije konačni plasman. Naziv moderni je dodan stoga da se ovajšport jasno razlikuje od atletskog petoboja, koji uključuje posve različite discipline.
Godine 2009. udala se Andrėjusa Zadneprovskisa, koji je bio dva puta olimpijski pobjednik i dva puta svjetski prvak također u modernom petoboju. U 2010. godini, rodila im se kćer.